# Слатина (дем Мъглен)
 Тази статия е за селото в Гърция.  За други значения вижте Слатина.  
Слатина или Слатино (на гръцки: Χρυσή, Хрисѝ, до 1926 година Ζλάτινα, Златина) е село в Егейска Македония, Гърция, в дем Мъглен (Алмопия) на административна област Централна Македония.

## География
Селото се намира на 120 m надморска височина на 5 km южно от Къпиняни, в котловината Мъглен (Моглена).

## История

### Античност и Средновековие
Край село Слатина са развалините на средновековната крепост Мъглен, отбранявана от кавхан Дометиан и болярина на Мъгленската област Илица срещу войските на Василий II Българоубиец, който я превзема в 1015 година. Крепостта е обявена за археологически обект в 1980 година. Южно от селото има останки от антично селище, свързано с античния град Алорос. В селото в XVIII век е родена и живяла до смъртта си св. Злата Мъгленска – българска светица.

### В Османската империя
В османски данъчни регистри на немюсюлманското население от вилаета Селяник и казата Йенидже Вардар от 1632-1633 година е отбелязано село Ислатине с 69 джизие ханета (домакинства).
В средата на XVIII век Слатина е село в нахия Караджа ова, каза Енидже Вардар. По това време селото води съдебен спор с жителите на съседното село Каплян, които са обвинени в насилственото отнемане на пасищата на Слатина. В селото е разположена старата църква „Света Злата (Слатина)|Света Злата“.
В „Етнография на вилаетите Адрианопол, Монастир и Салоника“, издадена в Константинопол в 1878 година и отразяваща статистиката на населението от 1873 г., Слатино (Slatino) е посочено като село във Воденска каза с 69 къщи и 146 жители българи.
Съгласно статистиката на Васил Кънчов („Македония. Етнография и статистика“) към 1900 година в Слатино живеят 950 българи-мохамедани.
Екзархийската статистика за Воденската каза от 1912 година сочи Слатина с 42 жители българи християни и 980 българи мюсюлмани.

### В Гърция
През Балканската война в 1912 година селото е окупирано от гръцки части и остава в Гърция след Междусъюзническата война в 1913 година. Боривое Милоевич пише в 1921 година („Южна Македония“), че Слатина има 86 къщи славяни мохамедани и 5 къщи цигани християни.
В 1924 година по силата на Лозанския договор мюсюлманското му население се изселва в Турция и на негово място са настанени 270 малоазиатски и понтийски гърци, бежанци от Турция. В 1926 година селото е преименувано на Хриси на името на българската светица Злата Мъгленска, родена и починала в селото. Според преброяването от 1928 година селото е смесено местно-бежанско със 159 бежански семейства и 664 души.
Според изследване от 1993 година селото е смесено бежанско-„славофонско“ като „македонският език“ в него е запазен на средно ниво, а турският - слабо.
Населението се изселва към големите градове. В селото се произвежда жито, тютюн, овошки, като частично е развито и скотовъдството.
| Име    | Име     | Ново име | Ново име | Описание                    |
| ------ | ------- | -------- | -------- | --------------------------- |
| Чаир   | Τσαΐρι  | Ливади   | Λιβάδι   | местност на Ю от Слатина    |
| Гримна | Γκρύμνα | Врахиоли | Βραχιόλι | връх в Паяк на И от Слатина |
| Оба    | Όβάς    | Авгулас  | Αύγουλάς | местност на С от Слатина    |

| Година    | 1913 | 1920 | 1928 | 1940 | 1951 | 1961 | 1971 | 1981 | 1991 | 2001 | 2011 | 2021 |
| --------- | ---- | ---- | ---- | ---- | ---- | ---- | ---- | ---- | ---- | ---- | ---- | ---- |
| Население | 657  | 641  | 575  | 825  | 812  | 834  | 613  | 450  | 461  | 395  | 281  | 256  |

## Личности
Родени в Слатина
- Николаос Ксенитидис (1928 – 2017), благотворител, понтиец
- Злата Мъгленска (? – 1795), българска и гръцка светица